# Loris Karius
Loris Karius (* 22. Juni 1993 in Biberach an der Riß) ist ein deutscher Fußballtorwart. Der ehemalige deutsche Juniorennationalspieler steht beim FC Schalke 04 unter Vertrag.

## Leben
Karius besuchte bis 2009 das Pestalozzi-Gymnasium Biberach. Nach seinem Wechsel in die Jugend von Manchester City wurde er von einem Privatlehrer nach dem Training unterrichtet. Von Anfang 2019 bis Mitte 2021 war er mit der Schauspielerin Sophia Thomalla liiert. Seit Oktober 2022 war die DAZN-Moderatorin Diletta Leotta seine Freundin. Im August 2023 bekam das Paar eine Tochter, im Juni 2024 heiratete es.

## Vereinskarriere

### Jugend
Karius fing bei der SG Mettenberg mit dem Fußballspielen an und wechselte im Herbst 2001 in die Jugend des SSV Ulm 1846. Im Juli 2005 wechselte er in die Jugend des VfB Stuttgart, bis er im Juli 2009 den Verein verließ und nach England zur U18-Mannschaft von Manchester City wechselte. Ab 2010 gehörte Karius zur Reservemannschaft von Manchester City, für die er sein Debüt am 13. April gegen die Reserve von Wigan Athletic gab. Auch in der Saison 2010/11 wurde er immer wieder für die Spiele der Reserve nominiert.

### 1. FSV Mainz 05
Im August 2011 wurde Karius an den 1. FSV Mainz 05 verliehen. Er kam regelmäßig in dessen zweiter Mannschaft zum Einsatz, sodass er im Januar 2012 als Nummer drei hinter Christian Wetklo und Heinz Müller fest verpflichtet wurde und einen zunächst bis 2014 laufenden Vertrag erhielt. Bis zum Ende der Saison 2011/12 spielte er noch zehnmal in der zweiten Mannschaft. Am 22. Januar 2012 wurde Karius im Spiel gegen Bayer 04 Leverkusen erstmals für die erste Mannschaft nominiert, blieb jedoch ohne Einsatz.
In der Saison 2012/13 war Karius nach dem verletzungsbedingten Ausfall von Heinz Müller zweiter Torhüter hinter Christian Wetklo. Nach einem Platzverweis für Wetklo am 1. Dezember 2012 im Spiel gegen Hannover 96 (2:1) wurde er in der 52. Minute für Shawn Parker eingewechselt und absolvierte sein Debüt im Tor der Mainzer. Sein zweiter Bundesligaeinsatz ließ fast ein Jahr auf sich warten und fand unter gleichen Vorzeichen statt. Nach einer Verletzung von Müller und Rotsperre Wetklos stand Karius am 10. November 2013, dem 12. Spieltag der Saison 2013/14, erstmals 90 Minuten im Tor beim 1:0-Sieg über Eintracht Frankfurt. In der Folgezeit stieg er zum Stammtorwart auf, obwohl er nur als dritter Torwart in die Saison gegangen war. Sein Vertrag bei Mainz 05 lief bis 2018. Insgesamt absolvierte er 96 Pflichtspiele für die Mainzer Profimannschaft, darunter auch zwei Spiele in der Qualifikation zur Europa League 2014/15.

### FC Liverpool und Leihgeschäfte

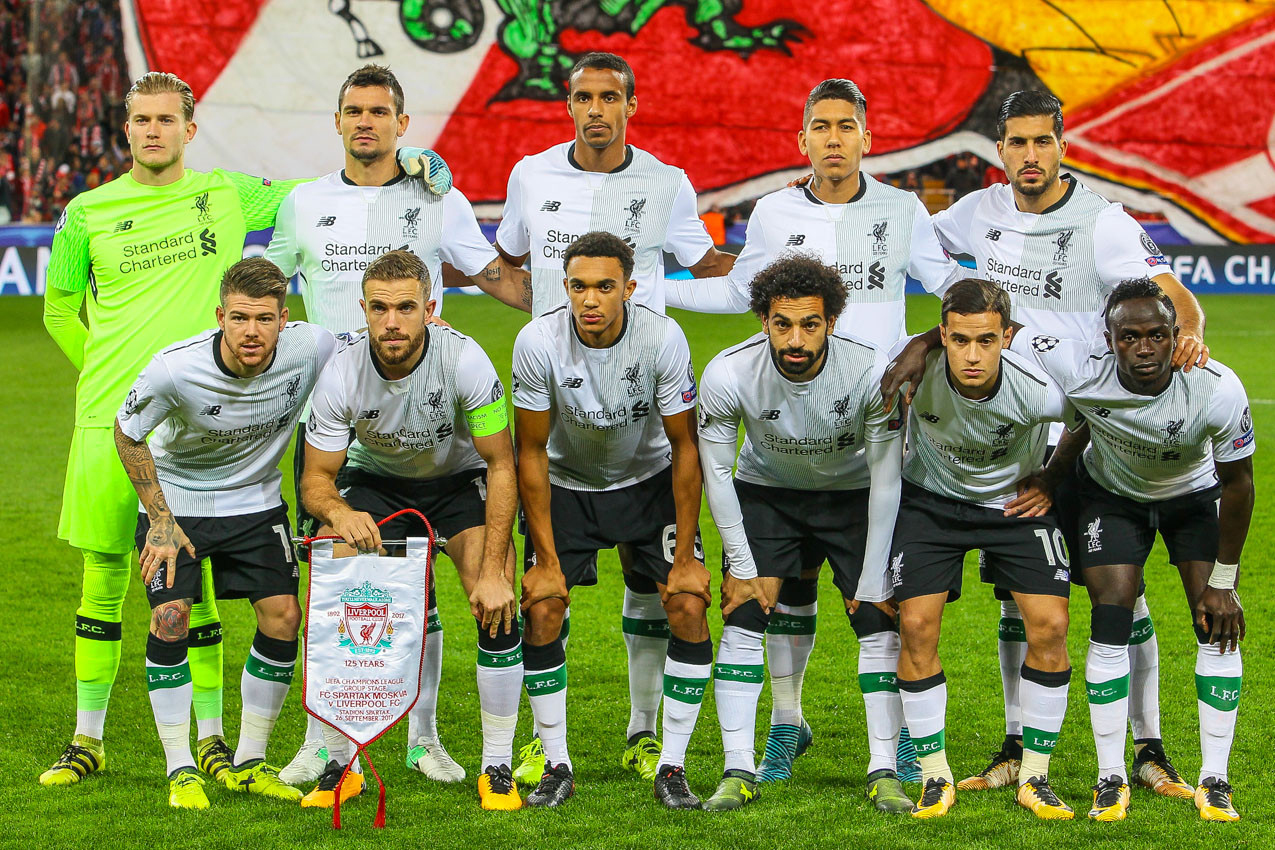
Karius als Torhüter des FC Liverpool vor einem Champions-League-Spiel (2017)

Zur Saison 2016/17 wechselte Karius in die Premier League zum FC Liverpool. Er erhielt einen bis 2021 laufenden Vertrag. Bei einem Testspiel Ende Juli 2016 gegen den FC Chelsea brach er sich die Mittelhand und debütierte erst am 6. Spieltag für den FC Liverpool.
In der Champions League 2017/18 blieb Karius bis zum Finale in sechs Spielen ohne Gegentor. Dies war der Bestwert aller Torhüter. Im Finale gegen Real Madrid Ende Mai 2018 waren zwei Torwartfehler mitentscheidend für die 1:3-Niederlage Liverpools. Unmittelbar vor dem ersten Gegentor hatte Karius nach einem Kontakt mit dem Ellenbogen von Sergio Ramos eine Gehirnerschütterung erlitten, die eine visuelle räumliche Dysfunktion zur Folge hatte.
Nach dem verlorenen Finale konnte Karius beim FC Liverpool nicht wieder Fuß fassen.
Bereits im August 2018 wurde er für zwei Jahre in die Türkei an Beşiktaş Istanbul verliehen. Für die Türken kam der Deutsche in nationalen Wettbewerben sowie in der Europa League als Stammkeeper zu 67 Einsätzen. Anfang Mai 2020 löste er seinen Leihvertrag aufgrund ausgebliebener Gehaltszahlungen seitens Beşiktaş auf.
Zur Sommervorbereitung 2020 kehrte Karius zum FC Liverpool zurück. Dort war er hinter Alisson, Adrián und Caoimhin Kelleher nur der vierte Torhüter.
Ende September 2020 wechselte er bis zum Ende der Saison 2020/21 auf Leihbasis in die Bundesliga zum 1. FC Union Berlin. Hier kam er in der Bundesliga als zweiter Torwart hinter Andreas Luthe zunächst nicht zum Einsatz; er debütierte im DFB-Pokalspiel am 22. Dezember 2020, in dem der 1. FC Union mit 2:3 gegen den SC Paderborn ausschied. Am 30. Januar 2021 gab er im Heimspiel gegen Borussia Mönchengladbach schließlich sein Bundesliga-Debüt für die Eisernen, als er in der 69. Minute beim Stand von 1:1 für seinen verletzten Torwart-Kollegen Luthe eingewechselt wurde und seiner Mannschaft das Unentschieden sicherte. Zwei Wochen später, am 13. Februar 2021, dem 21. Spieltag, stand er beim 0:0 im Heimspiel gegen den FC Schalke 04 erstmals für Union Berlin in der Startaufstellung der Bundesliga, da Luthe aus privaten Gründen nicht zur Verfügung stand. Insgesamt spielte Karius in vier Bundesligaspielen und einem DFB-Pokalspiel für die Köpenicker, die sich mit dem siebten Tabellenplatz für die Teilnahme an der UEFA Europa Conference League qualifizierten.
Zur Saison 2021/22 kehrte er wieder zum FC Liverpool zurück. Dort war er hinter Alisson, Adrián, Kelleher sowie Marcelo Pitaluga nun nur noch die fünfte Wahl und daher, wie ihm der Verein mitteilte, ohne Chance auf Einsätze. Karius war in dieser Saison lediglich auf dem Trainingsplatz anzutreffen, wurde als Kadermitglied aber englischer Pokal- und Ligapokalsieger. Am Saisonende verließ der Torwart den Verein mit seinem Vertragsende.

### Newcastle United
Am 12. September 2022 schloss sich Karius Newcastle United an. Er unterschrieb einen Kurzzeitvertrag bis zum 31. Dezember 2022 mit der Option auf Verlängerung bis zum Ende der Saison 2022/23. Beim Team von Eddie Howe soll er als Backup von Nick Pope fungieren, da sich der eigentliche Ersatztorwart Karl Darlow verletzt hatte und Martin Dúbravka kurz vor dem Ende der Transferperiode an Manchester United verliehen worden war. Somit war nur Mark Gillespie, der lediglich Erfahrungen in der drittklassigen EFL League One und in der Scottish Premiership vorweisen konnte, hinter Pope im Torhüterteam verblieben. Am 26. Februar 2023 kam Karius im Finale des EFL Cups zu einem Startelfeinsatz, das Spiel wurde mit 0:2 gegen Manchester United verloren. Im Sommer 2023 wurde sein Vertrag in Newcastle um ein weiteres Jahr verlängert. In der Saison 2023/24 kam er zu einem Einsatz in der Premier League. Karius’ Vertrag lief im Sommer 2024 aus. In der Hinrunde der Saison 2024/25 blieb er zunächst vereinslos.

### FC Schalke 04
Im Januar 2025 gab der Zweitligist FC Schalke 04 die Verpflichtung von Karius bekannt. Nach dem Abgang von Ron-Thorben Hoffmann suchte der Verein einen neuen Herausforderer für Stammkeeper Justin Heekeren, hinter dem Karius laut Trainer Kees van Wonderen die Nummer zwei sein sollte. Ab Ende Februar 2025 konnte Karius Heekeren zunächst aus dem Tor verdrängen und bestritt vier Spiele mit der Mannschaft, verletzte sich Ende März in der vierten Partie gegen die SpVgg Greuther Fürth jedoch und fiel für den Rest der Saison aus. Der zunächst nach der Saison auslaufende Vertrag wurde im Juni 2025 um zwei weitere Jahre bis 2027 verlängert.

## Nationalmannschaft
Karius durchlief verschiedene deutsche Juniorennationalmannschaften, stand aber häufig im Schatten von Timo Horn vom 1. FC Köln. Sein Debüt in der U16-Nationalmannschaft gab er am 16. September 2008 beim 5:0-Sieg im Freundschaftsspiel gegen Belgien. Insgesamt absolvierte er drei Spiele. Mit der U17-Mannschaft nahm Karius an einem Vier-Nationen-Turnier der U17-Nationalmannschaften 2009 teil, bei denen er einmal gegen Serbien zum Einsatz kam, das Spiel endete 1:0.
Bei der U18-Nationalmannschaft Deutschlands spielte Karius einmal am 24. März 2011 gegen Frankreichs U18 (1:2). Nach einem Einsatz für die U19-Auswahl gegen die Niederlande (2:2) am 4. September 2011 kam er am 14. November 2012 im Spiel gegen Polen (1:2) zu seinem ersten Einsatz in der deutschen U20-Nationalmannschaft, als er zur zweiten Halbzeit für Patrick Rakovsky eingewechselt wurde.

## Erfolge
- Englischer Pokalsieger: 2022 (ohne Einsatz)
- Englischer Ligapokalsieger: 2022 (ohne Einsatz)